# Pinus luzmariae
Pinus luzmariae là một loài thực vật hạt trần trong họ Thông. Loài này được Pérez de la Rosa miêu tả khoa học đầu tiên năm 1998.